# RWE Supply & Trading CZ
RWE Supply & Trading CZ, a.s. v likvidaci je česká firma, která byla velkoobchodníkem se zemním plynem. Svou obchodní činnost ukončila v roce 2023. Jde o dceřinou společnost německého energetického koncernu RWE. Společnost patřila mezi pět největších českých společností podle tržeb.

## Historie
Společnost vznikla v červnu 2001 jako Transgas, a.s., když Fond národního majetku vyňal majetek ze státního podniku Transgas, s.p. a vložil ho do této společnosti. V prosinci 2001 rozhodla Zemanova vláda o privatizaci Transgasu a regionálních plynárenských distribučních společností německému elektrárenskému koncernu RWE. Kupní cena za 96,99 % akcií Transgasu měla činit 3,63 mld. eur (tehdy asi 118 mld. Kč). Smlouva o koupi akcií byla podepsána v lednu 2002, šlo o nejvýnosnější privatizaci v historii České republiky. V roce 2003 Fond národního majetku prodal za 1,3 mld. Kč i zbylých 3,01 % akcií, které si do té doby ponechával z důvodu možnosti svolání valné hromady.
V roce 2004 se základní kapitál společnosti snížil o 7,3 mld. Kč, když tato částka byla vyplacena jedinému akcionáři, koncernu RWE. V roce 2005 se společnost přejmenovala na RWE Transgas, a.s. Posléze byla v roce 2005 vložena nejcennější část podnikového majetku, tranzitní a vnitrostátní plynovody, do společnosti RWE Transgas Net, s.r.o. (roku 2010 přejmenována na NET4GAS). V roce 2007 pak byla vložena další část majetku podniku, a sice zásobníky zemního plynu, do společnosti RWE Gas Storage, s.r.o. V roce 2013 se společnost, která byla od té doby již pouze velkoobchodem se zemním plynem, přejmenovala na současný název.
V roce 2022 společnost prodala své zásoby v zásobnících zemního plynu, koncem roku 2023 ukončila svou obchodní činnost a akcionář rozhodl o jejím zrušení s likvidací.

## Hospodaření
Společnost byla dlouhodobě zisková a vyplácela svému vlastníkovi, kterým je koncern RWE, vysoké dividendy:
| rok                           |
| tržby (mld. Kč)               |
| aktiva (mld. Kč)              |
| čistý zisk (mld. Kč)          |
| vyplacená dividenda (mld. Kč) |
| ----------------------------- |

| 2001 | 2002 | 2003 | 2004 | 2005 | 2006  | 2007  | 2008  | 2009  | 2010  | 2011  | 2012  | 2013  | 2014  | 2015  | 2016  | 2017  | 2018  | 2019  | 2020 | 2021  | 2022  | 2023  |
| ---- | ---- | ---- | ---- | ---- | ----- | ----- | ----- | ----- | ----- | ----- | ----- | ----- | ----- | ----- | ----- | ----- | ----- | ----- | ---- | ----- | ----- | ----- |
| 32,4 | 51,0 | 55,6 | 57,8 | 69,6 | 85,0  | 78,6  | 108,5 | 102,2 | 115,0 | 136,0 | 181,1 | 174,2 | 144,0 | 140,2 | 103,3 | 104,6 | 115,9 | 117,8 | 64,5 | 218,6 | 920,5 | 420,3 |
| 24,0 | 24,2 | 23,2 | 49,3 | 50,3 | 111,0 | 119,0 | 135,1 | 138,5 | 135,2 | 134,6 | 87,6  | 94,5  | 62,6  | 49,2  | 45,5  | 39,8  | 41,7  | 44,7  | 36,5 | 252,8 | 646,7 | 7,0   |
| 3,5  | 7,3  | 7,1  | 7,4  | 5,2  | 8,2   | 12,8  | 10,0  | 15,9  | −4,9  | 9,4   | 52,0  | 24,0  | 1,7   | -4,6  | 2,7   | 1,6   | 1,7   | 2,1   | -0,2 | -4,9  | 14,2  | 0,2   |
| 0    | 3,3  | 6,9  | 6,7  | 7,2  | 4,9   | 7,8   | 12,3  | 10,0  | 15,9  | 0     | 54,7  | 3,6   | 24,0  | 1,7   | 0     | 0     | 0     | 1,4   | 2,1  | 0     | 0     | 9,1   |